# Pierre Boaistuau

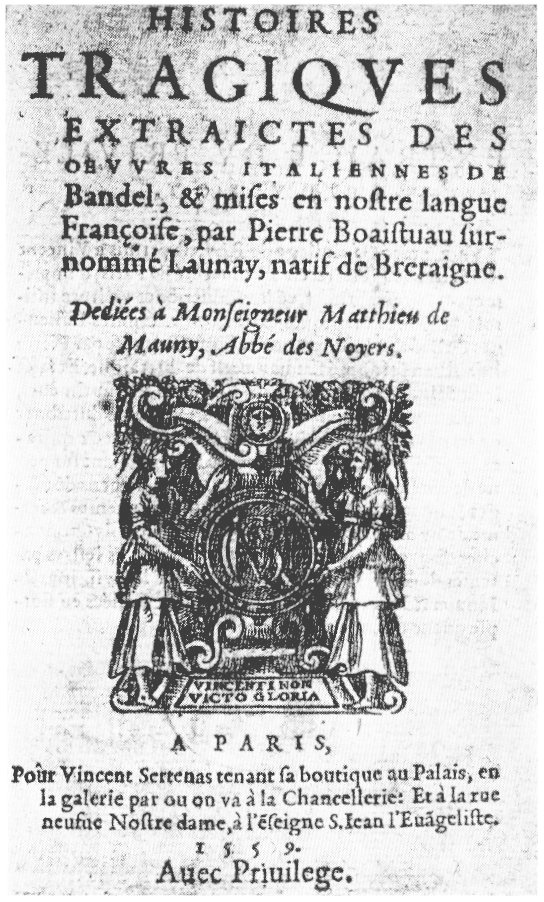
Das Titelblatt der ersten Auflage von Pierre Boaistuaus „Histoires tragiques“ von 1559.

Pierre Boaistuau, auch Pierre Launay (* um 1520 in Nantes; † 1566 in Paris), war ein französischer Herausgeber, Schriftsteller  und Übersetzer. Er hatte großen Einfluss auf die Literatur seiner Zeit und nachfolgender Generationen. So war er der erste Herausgeber einer später unter dem Titel „Heptaméron“ bekannt gewordenen Novellen-Sammlung von Margarete von Angoulême. Seine Erzählung Rhomeo et Julietta regte William Shakespeare zu dessen Tragödie Romeo und Julia an.

## Leben
Der Lebensweg von Pierre Boaistuau ist nur sehr lückenhaft bekannt. Er wurde vermutlich um 1520 (laut manchen Quellen sogar schon um 1500) in Nantes in der Bretagne geboren, die erst seit 1532 zum Königreich Frankreich gehörte. Vermutlich studierte er ab 1543 in Poitiers Jura und später in Rom Medizin. 1554 ging er nach Paris und trat vorübergehend in den diplomatischen Dienst ein. 1559/1560 unternahm er eine Reise nach England (angeblich, um dort Monster und Wunder zu sehen), auf der er auch eine Audienz bei Königin Elisabeth gehabt haben soll. 1566 ist Boaistuau in Paris gestorben.

## Werk
Boaistuau gilt als Erfinder von zwei charakteristische Gattungen der französischen Literatur des 16. Jahrhunderts, nämlich der „tragischen Geschichte“ („histoire tragique“) und der „außergewöhnlichen Geschichte“ („histoire prodigieuse“). Seine 1558 veröffentlichte Erzählungen-Sammlung Théâtre du Monde („Theater der Welt“) war eine der erfolgreichsten Veröffentlichungen seiner Zeit.
1558 war er der erste Herausgeber einer Sammlung von Erzählungen der französischen Adeligen und Literatin Margarete von Angoulême, Königin von Navarra (1492–1549). Die später unter dem Titel „Heptaméron“ bekannt gewordene Sammlung wurde von Boaistuau allerdings unter einem anderen Titel veröffentlicht („Histoires des amans fortunez“). Außerdem nahm er nur 67 der ursprünglich 72 Erzählungen auf und veränderte die Rahmenhandlung stark.
Seine 1559 unter dem Titel „Histoires tragiques“ erschienene Sammlung „tragischer Geschichten“, bei der es sich um Übersetzungen und Bearbeitungen von Novellen des italienischen Dichters Matteo Bandello handelte, enthielt auch die Erzählung Rhomeo et Julietta. Sie diente (neben der 1562 veröffentlichten Verserzählung The tragicall historye of Romeus and Juliet des englischen Dramatikers Arthur Brooke) vermutlich als Vorlage für William Shakespeares Tragödie Romeo und Julia.
1560 veröffentlichte er unter dem Titel Histoires prodigieuse les plus memorables eine Sammlung „außergewöhnlicher Geschichten“ antiker griechischer und lateinischer Autoren, die sich um Fabelwesen und Monster aller Art drehen. Ihnen fügte Claude de Tesserant († 1572) 14 Erzählungen hinzu. Darüber hinaus tat Boaistuau sich als Übersetzer bedeutender antiker und zeitgenössischer Autoren hervor (wie Erasmus von Rotterdam).

## Schriften (Auswahl)
- Histoires prodigieuses les plus memorables. Paris 1560 (Digitalisat)